# 阿萊克托里亞島

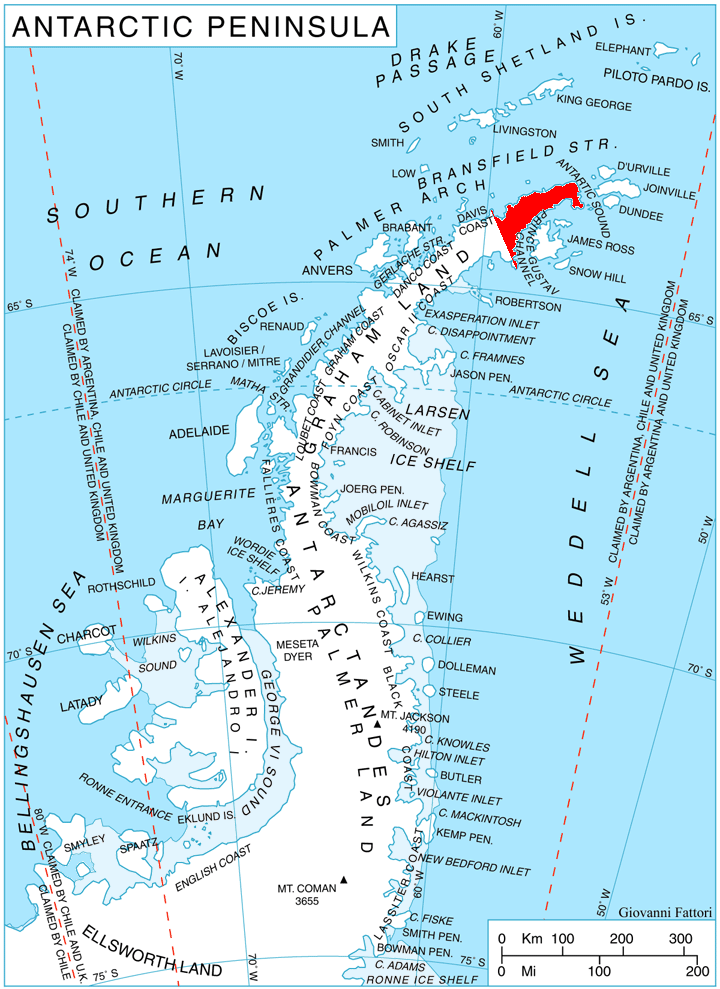

63°59′S 58°37′W / 63.983°S 58.617°W
阿萊克托里亞島（英語：Alectoria Island）是南極洲的島嶼，位於古斯塔夫王子海峽，距離艾肯黑德冰川終點1公里，終點長2公里，在1945年由英國的探險隊測量。

## 外部連結
- Trinity Peninsula. Scale 1:250000 topographic map No. 5697. Institut für Angewandte Geodäsie and British Antarctic Survey, 1996.
- SCAR Composite Antarctic Gazetteer（页面存档备份，存于）.